# Maximilian Kuhle
Maximilian Kuhle (* 9. September 1991 in Wolfenbüttel) ist ein deutscher Basketballspieler.

## Laufbahn
Kuhle begann seine Basketballkarriere bei den Hardegsen Baskets, bevor er vor der Saison 2008/2009 zum ASC 1846 Göttingen wechselte. In Göttingen spielte Kuhle zunächst in der Regionalliga-Mannschaft des ASC 1846 Göttingen und der Nachwuchs-Basketball-Bundesliga beim Team Göttingen. Während der Saison 2010/2011 stand Kuhle regelmäßig im Kader der BG Göttingen in der Basketball-Bundesliga und im Eurocup. Von 2011 bis 2014 war er bei den Cuxhaven BasCats in der 2. Bundesliga ProA aktiv. In der Saison 2014/2015 spielte er für rent4office Nürnberg. Von 2016 bis 2018 spielte er für die Paderborn Baskets in der 2. Bundesliga ProA. Im Spieljahr 2017/18 war Kuhle mit einem Punkteschnitt von 10,3 drittbester Paderborner Korbschütze sowie mit 3,8 Vorlagen pro Partie bester Korbvorbereiter der Mannschaft.
Anfang Oktober 2018 wurde er von den Basketball Löwen Erfurt (2. Bundesliga ProB) verpflichtet. Im Spieljahr 2019/20 kam Kuhle für Erfurt auf 19,3 Punkte je Begegnung und war damit zweitbester deutscher Korbschütze der 2. Bundesliga ProB. Im Oktober 2020 wechselte er zum Regionalligisten Cuxhaven Baskets.
Maximilian Kuhle ist der jüngere Bruder des FDP-Politikers Konstantin Kuhle.